# Alexandru Stan
Alexandru Constantin Stan (n. 7 februarie 1989, București, România) este un fotbalist român, care joacă pe post de mijlocaș la Rapid Buzescu⁠(d) în Liga a IV-a Teleorman.

## Palmares
Astra Giurgiu
- Liga I (1): 2015-16